# Antonio Navarro
Antonio Navarro Velasco (ur. 1 września 1936 w Madrycie) – hiszpański polityk, agronom, dyplomata i nauczyciel akademicki, poseł do Parlamentu Europejskiego II i III kadencji.

## Życiorys
Ukończył studia agronomiczne, kształcił się też w zakresie leśnictwa na Uniwersytecie Paryskim. W październiku 1966 obronił doktorat w tej dziedzinie na Politechnice Madryckiej, publikował prace naukowe z tej dziedziny. Pracował w krajowym ministerstwie rolnictwa, zasiadał też w radzie ds. rolnictwa. Od 1972 do 1981 zatrudniony w ambasadzie Hiszpanii w Londynie jako radca ds. rolniczych, od 1981 do 1982 kierował Międzynarodową Radą ds. Owsa. Był później dyrektorem eksportu w państwowym przedsiębiorstwie Mercados en Origen de Productos Agrarios i szefem firmy Koisepol. Został właścicielem dwóch gospodarstw rolnych w Andaluzji, nastawionych na hodowlę bydła i koni oraz uprawę owsa, jęczmienia i słoneczników.
W latach 1967–1975 po raz pierwszy zasiadał w Kongresie Deputowanych. Zaangażował się później w działalność polityczną w ramach Alianza Popular. W 1982 uzyskał z listy Koalicji Demokratycznej mandat w izbie niższej z okręgu Malaga, w 1986 wybrano go ponownie. Został tam wiceprzewodniczącym parlamentarnej komisji ds. rolnictwa, zasobów naturalnych i rybołówstwa. W 1987 został po raz pierwszy wybrany do Parlamentu Europejskiego, w 1989 uzyskał reelekcję (już z listy Partii Ludowej, w której został członkiem władz krajowych). W tym gremium przystąpił do EPP, zasiadł m.in. w Komisji ds. Rolnictwa, Rybołówstwa i Rozwoju Wsi.
Żonaty, ma troje dzieci. Odznaczony m.in. Orderem Cisneros, Orderem Zasługi Rolniczej (komandor i z wielkim krzyżem).